# Yuta Tsunami
Yuta Tsunami (都並 優太 Tsunami Yūta?, nacido el 20 de enero de 1992 en Tokio) es un futbolista japonés que se desempeña como defensa. Es hijo del también futbolista Satoshi Tsunami.

## Trayectoria

### Clubes
| Club               | País  | Año         |
| ------------------ | ----- | ----------- |
| AC Nagano Parceiro | Japón | 2014 - 2018 |
| Nara Club          | Japón | 2019 -      |

## Estadística de carrera

### J. League
| Club               | Año   | J. League | J. League | Copa J. League | Copa J. League | Total | Total |
| Club               | Año   | Part.     | Goles     | Part.          | Goles          | Part. | Goles |
| ------------------ | ----- | --------- | --------- | -------------- | -------------- | ----- | ----- |
| AC Nagano Parceiro | 2014  | 0         | 0         | -              | -              | 0     | 0     |
| AC Nagano Parceiro | 2015  | 28        | 1         | -              | -              | 28    | 1     |
| AC Nagano Parceiro | 2016  | 0         | 0         | -              | -              | 0     | 0     |
| AC Nagano Parceiro | 2017  | 15        | 1         | -              | -              | 15    | 1     |
| 2018               | 8     | 0         | -         | -              | 0              |       |       |
| Total              | Total | 51        | 2         | 0              | 0              | 51    | 2     |